# KN-23
KN-23, oficiálně Hwasong-11Ga (korejsky: 《화성-11가》형) je severokorejská taktická balistická raketa krátkého doletu (SRBM) na tuhé palivo.

## Popis
Balistická raketa KN-23 má vnější podobnost s ruskou raketou Iskander-M a jihokorejskou raketou Hyunmoo-2B. Nicméně oproti raketě Iskander-M má KN-23 mírně větší rozměry a také disponuje odlišným motorem. Bojová hlavice standardně unese 500 kg užitečného zatížení, ale zvýšit se dá údajně až na 1500 kg. Bojová hlavice může být buď konvenční unitární, submuniční, anebo jaderná. Stejně jako Iskander-M létá raketa KN-23 po tzv. kvazibalistické trajektorii.
Předpokládaný dosah rakety KN-23 s bojovou hlavicí o hmotnosti 500 kg je asi 450 km, snížením užitečného zatížení lze údajně zvýšit dosah až na 600 km. Celá oblast Jižní Koreje se tak nachází v dosahu této rakety. Přesnost rakety se odhaduje okolo 100 m CEP s využitím satelitního navádění, anebo do 200 m CEP s využitím inerciálního navádění. Raketa startuje z mobilního odpalovače TEL (anglicky: Transporter-Erector-Launcher, TEL).

KN-23

Rakety KN-23 a KN-24 pravděpodobně nahradí starší severokorejské SRBM na kapalná paliva Hwasong-5 a Hwasong-6. Rakety KN-23 jsou díky nízkému apogeu a krátké době letu obtížně zachytitelné tradičními systémy protiraketové obrany. Jejich zvýšená přesnost oproti předchozím typům, snižuje množství raket, které jsou potřeba ke zničení jednoho cíle.

### Varianty
- Hwasong-11Ga/Hwasong-11A – Základní typ, vzhledově podobný raketě Iskander-M.[4]

- Hwasong-11Da/Hwasong-11C – Větší verze, hmotnost bojové hlavice je údajně až 2500 kg.[4]

- Hwasong-11Ra/Hwasong-11D – Menší verze, má snížený dosah.[4]

- Hwasong-11ㅅ/Hwasong-11S – Z ponorky odpalovaná verze rakety Hwasong-11A.[4]

## Historie
Severní Korea poprvé veřejně vystavila raketu KN-23 na vojenské přehlídce 8. února 2018. První letový test byl proveden 4. května 2019 poblíž Wonsanu a dosáhl apogea 60 km a dosahu 240 km. O pár dní později byly z Kusongu odpáleny další rakety, jedna s dosahem 420 km a druhá 270 km, obě s apogeem 50 km. Třetí letový test byl proveden 25. července 2019, rakety dosáhly také výšky 50 km, ale prokázaly dosah 430 km a 690 km. Čtvrtý letový test byl proveden 6. srpna 2019, rakety dosáhly výšky 37 km s dosahem 450 km.
Dosavadní testy naznačují, že balistické rakety KN-23 jsou plně funkční.

## Bojové nasazení
Tyto rakety byly velmi pravděpodobně použity během ruské invaze na Ukrajinu. Podle amerických zdrojů byl neznámý počet severokorejských balistických raket převezen do Ruska v říjnu 2023. Na základě nalezených trosek po ruských raketových úderech ze dne 30. prosince 2023 byl identifikován prstenec s ovládacími lopatkami, který je charakteristický pro rakety KN-23 a KN-24.